# Центр информационной поддержки общественных инициатив «Третий сектор»
Центр информационной поддержки общественных инициатив «Третий сектор» (бел. Цэнтр інфармацыйнай падтрымкі грамадскіх ініцыятыў «Трэці сэктар», англ. Centre for information support of public initiatives "The third sector") — общественная организация, основанная в 1997 году общественными деятелями и журналистами в Гродно, Республика Беларусь. Задача организации — развитие на основе белорусских национальных ценностей гражданской активности среди разных слоев населения путём информационной и образовательно-просветительской поддержки демократических общественных инициатив. С 2014 года организация участвует в программе Евросоюза «Эразмус». Организация является членом Европейской сети молодёжных медиа-организаций European Youth Press и входит в Ассоциацию дополнительного образования и просвещения. Слоган организации — «Сохраняем и создаём» (бел. Захоўваем і ствараем).

## История
Ещё до государственной регистрации в январе 1997 года организация начала проводить обучение корреспондентов и пресс-секретарей посредством 7-месячного курса «Основы журналистики». С апреля 1999 года она издаёт информационный бюллетень «Хроника общественной жизни Гродненской области». С 2004 года имеет собственную библиотеку. В 2007 году был создан сайт «Твой стиль», на котором проходят стажировку обучающиеся на курсах.
В 2007—2013 годах действовала основанная центром Школа молодого журналиста.
В 2003 году был проведён первый международный летний лагерь «ПолиБелКа», в 2007 году — первый фестиваль молодёжной журналистики и неформального образования «Твой стиль».
C 2009 года организация участвует в акции «Европейская волонтёрская служба», реализуемой в рамках программы «Молодёжь в действии».
С 2011 года центр также занимается организацией проекта «Постаці» («Фигуры»).

## Основные направления деятельности
Информационная поддержка общественных инициатив
На сайте «Третий сектор» публикуется информация об общественных инициативах в Гродненской области. В 1999—2012 годах издавался электронный бюллетень «Кроніка грамадзкага жыцьця Гарадзеншчыны» («Хроника общественной жизни Гродненской области»). С 1997 по 2008 год выходил бюллетень (позже журнал) «Трэці сэктар».
Гражданское образование в области журналистики
Одно из основных направлений деятельности организации. С 1997 года на базе организации действует Школа молодого журналиста (в настоящее время — Школа современной журналистики), её выпускниками стали более 350 человек. В 2005 году был организован курса для молодых тренеров из Беларуси, Португалии, Польши и Украины «IDEA for Youth». В 2007, 2010, 2012, 2014 годах центр организовал Фестивали молодёжной журналистики «Твой стыль» («Твой стиль»).
Укрепление потенциала общественных организаций и инициатив
В 1999 и 2002 году были проведены форумы молодёжных организаций Гродненщины «ИнфоМИГ». В 2001—2002 годах работала Школа экономической самостоятельности для женщин. В 2002 году в Гродно прошёл Форум общественных организаций Еврорегиона «Неман».
Развитие местных сообществ и социального аниматорства
В 2005—2008 годах работала организованная центром Открытая школа местных сообществ.
Социальная и интеллектуальная активизация пожилых людей
С 2010 года в Гродно действует Университет золотого века для пожилых людей. Его цель — улучшить качество жизни пожилых людей за счёт их интеллектуальной, физической и социальной активности. Блог реализуемой организацией программы Университет Золотого Века в декабре 2012 года на Фестивале неформального образования был признан лучшим белорусским сайтом в сфере неформального образования за 2010—2012 годы. В 2014 году Университет Золотого века был признан «Лучшим образовательным событием года» в Беларуси.
Развитие трансграничного сотрудничества
Центр организует трансграничные проекты в области культуры, образования и молодёжной тематике. В 2003, 2006, 2010 годах для представителей организаций из Беларуси, Литвы, Польши и Калининградской области России были организованы Международные летние лагеря «ПолиБелКа».
Программа «Культура и наследие»
Программа направлена на сохранение и популяризацию белорусского культурного наследия. В рамках программы центр участвовал в издании книг, электронных изданий и пособий («Чалавек. Асоба. Грамадства: Правілы гульні» (1998), «Роля жанчыны ў беларускім грамадстве» (2001), «Мясцовая супольнасць — сіла грамадзянскай супольнасці» (2004), «Праз найлепшы досвед да лепшага супрацоўніцтва» (2007), «Легенды і міфы: ад Нёмана да Буга» (2007), «Традыцыйная кухня Беласточчыны і Гарадзеншчыны» (2008) и др.). Был основан видеопроект «Фигуры» для сбора материалов о людях, внесших большой вклад в сохранение и популяризацию историко-культурного наследия Беларуси.

## Фестиваль молодёжной журналистики «Твой стиль»
Фестиваль «Твой стиль» был основан центром «Третий сектор» совместно с Белорусской ассоциацией журналистов в 2007 году и задумывался как дополнительная площадка для повышения профессионального уровня молодых журналистов.
Первый фестиваль прошёл 18-20 мая 2007 года. Второй фестиваль прошёл 21 мая 2009 года и Ассамблеей демократических неправительственных организаций Беларуси был удостоен звания «Защитник гражданского общества». Третий фестиваль, который проходил 25-27 мая 2012 года, посетили более 150 человек. Четвёртый фестиваль прошел 16-18 мая 2014 года и собрал более 100 человек. Фестиваль включал в себя всероссийский конкурс для начинающих журналистов, мастер-классы для профессиональных журналистов и фото-битву для фотографов-любителей из разных городов Беларуси.
24 января 2014 года прошёл организованный участниками «Третьего сектора» в сотрудничестве с культурной кампанией «Будзьма беларусамі!» («Будем белорусами!») и книжной серией «Гродненская библиотека» второй Гродненской битвы поэтов. В мероприятии приняли участие молодые и старые, начинающие и авторитетные, романтичные и целеустремленные поэты Гродно и других городов; оно транслировалось в прямом эфире.